# Sporophila ardesiaca
Sporophila ardesiaca là một loài chim trong họ Thraupidae.